# Culicoides tristanii
Culicoides tristanii är en tvåvingeart som beskrevs av Huttel och Verdier 1953. Culicoides tristanii ingår i släktet Culicoides och familjen svidknott.
Artens utbredningsområde är Gabon. Inga underarter finns listade i Catalogue of Life.